# Zoran Nižić
Zoran Nižić (* 11. Oktober 1989 in Split) ist ein kroatischer Fußballspieler.

## Karriere

### Verein
Nižić begann seine Karriere beim HNK Zmaj Makarska. Zur Saison 2009/10 wechselte er nach Belgien zum Zweitligisten FC Brüssel. In seiner ersten Spielzeit in der Division 1B kam er zu 32 Einsätzen. In der Saison 2010/11 absolvierte er 29 Partien in der zweithöchsten belgischen Spielklasse, in der Saison 2011/12 kam er zu 23 Einsätzen. Nach der Saison 2011/12 verließ er die Belgier.
Nach mehreren Monaten ohne Verein kehrte Nižić im Dezember 2012 nach Kroatien zurück und schloss sich Hajduk Split an. Bis zum Ende der Saison 2012/13 absolvierte der Innenverteidiger sechs Spiele für Hajduk in der 1. HNL. In der Saison 2013/14 kam er zwölfmal zum Einsatz, in der Saison 2014/15 spielte er 16 Mal, wie auch 2015/16. In der Saison 2016/17 konnte er sich schließlich bei Hajduk etablieren und fungierte nach der Winterpause jener Saison sogar als Kapitän des Vereins. 2016/17 absolvierte er 28 Partien in der 1. HNL. In der Saison 2017/18 machte er 23 Partien in der höchsten kroatischen Spielklasse.
Im August 2018 wechselte Nižić nach Russland zu Achmat Grosny. In seiner ersten Spielzeit in Russland kam der Abwehrspieler zu zehn Einsätzen in der Premjer-Liga. In der Saison 2019/20 absolvierte er 21 Matches in der höchsten russischen Spielklasse für die Tschetschenen. In der Saison 2020/21 kam er zu 24 Einsätzen, in der Saison 2021/22 machte er 20 Spiele. In der Saison 2022/23 kam er elfmal zum Zug. Nach der Saison 2022/23 verließ er Achmat nach fünf Spielzeiten.

### Nationalmannschaft
Nižić debütierte im Mai 2017 für die kroatische A-Nationalmannschaft, als er in einem Testspiel gegen Mexiko in der Startelf stand. Im Mai 2018 wurde er in den vorläufigen Kader Kroatiens für die WM berufen. Im endgültigen Aufgebot wurde Nižić jedoch nicht berücksichtigt.